# USS LST-1066
O USS LST-1066 foi um navio de guerra norte-americano da classe LST que operou durante a Segunda Guerra Mundial.Transferido para a Marinha do Chile e renomeado Comandante Hemmerdinger (LST-88).